# Каплун Адріан Володимирович
Адріа́н Володи́мирович Каплу́н (рос. Адриан Владимирович Каплун; 27 серпня 1887, Перм — 25 квітня 1974, Ленінград, нині Санкт-Петербург) — російський графік, живописець, педагог.

## Життєпис
Навчався в 1902—1905 роках у Пермському технічному училищі. Художню освіту здобував у школі малювання Африкана Шаніна — випускника Петербурзької академії мистецтв, який заснував у Пермі першу школу малювання та живопису, в 1905—1906 роках — у Строгановському центральному художньо-промисловому училищі. Закінчив Центральне училище технічного малювання барона Штігліца. Навчався там у 1906—1912 роках у майстерні офорта. Вчителями Каплуна були — Василь Савинський (живопис), Матвій Чижов (скульптура), Василь Мате (гравюра). У 1913—1914 роках як степендіат продовжив освіту за кордоном: працював у студіях Мюнхена (Німеччина), Франції та Італії.
1915 року Адріан Володимирович повернувся в Перм, де вів педагогічну діяльність. Він завідував школою народного мистецтва при Пермському університеті, викладав рисунок і живопис на Вищих жіночих курсах, у червоноармійській художній студії. У 1919—1922 роках Каплун був професором Вищих державних художньо-промислових майстерень, перетворених на Пермський художній технікум.
Від 1922 року Адріан Володимирович жив і працював у Ленінграді. Співпрацював із журналами «Красная панорама», «Красная нива» (від 1923 року). Оформляв та илюстрував книги для багатьох видавництв.
У 1920—1930-х роках від враженням від творчих поїздок видав альбоми автолітографій «Грузія», «Крим», «Бухара». Під час Німецько-радянської війни жив у блокадному Ленінграді, малював плакати, працював у військкоматі. 1944 року створив серію літографій, присвячених зруйнованим передмістям Ленінграда — «Петродворець. Пушкін. Павловск».
У 1950—1960-х роках Каплун здійснив численні поїздки по Радянському Союзу та за кордон, створив серії графічних робіт.
Персональні виставки Каплуна відбулися в Ленінграді (1937, 1938, 1947, 1972) та Пермі (1960).